# らくごのお時間
『らくごのお時間』（らくごのおじかん）は、毎日放送（MBSテレビ）で2013年10月27日から原則として第4日曜日5:00 - 5:30に放送されている落語番組。字幕放送。

## 概要
MBSにとって20年ぶりの落語中継番組。公開収録。月に1回、関西の寄席小屋から今注目の落語家の落語を1席届ける。
番組の案内人を務めるのは、小さい頃から落語好きで大学時代は落語研究会に所属していたMBSアナウンサー・福島暢啓。オープニングに今回訪れた寄席小屋の成り立ちや歴史、出演落語家を紹介。 エンディングに高座後の落語家と楽屋トーク、寄席のスケジュール告知をする。また、特技を生かして番組内の習字やイラストも担当している。
2016年5月28日には、MBSが所有・運営していたシアターBRAVA!が同月限りで一時閉館（大阪ビジネスパーク内での営業を終了）することから、同劇場のセミファイナルイベントとして「さよならBRAVA! 『らくごのお時間』落語会」を開催した。以降も、別の会場で番組主催の落語会を定期的に開いている。
また、「MBS落語プロジェクト」の一環として2017年6月からMBSが開催している「ぷいぷい落語会」（福島がレギュラーで出演しているMBSテレビ平日午後の情報番組『ちちんぷいぷい』からの派生イベント）にも、番組を挙げて全面協力。福島が「落語ナビゲーター」という名義でサブ司会を務めたり、当番組で過去に紹介された福島によるイラストの原画を会場に展示したり、落語会で披露された落語・映像を当番組で数ヶ月にわたって放送したりしている。
2020年7月（26日）に放送回数が100回に到達したため、7・8月（25日放送分）には『放送100回スペシャル 人間国宝・桂米朝の落語を味わう』というスタジオ収録企画を編成（福島と月亭八光が進行）。同年が桂米朝 (3代目) の没後5年目に当たることから、米朝の長男で米朝事務所社長の桂米團治 (5代目)、米朝の直弟子の1人である桂ざこば (2代目)、米朝の孫弟子（2代目桂枝雀の直弟子）に当たる桂南光 (3代目)をゲストに迎えたうえで、（米團治・ざこば・南光・八光を含む）米朝一門の落語家全員へ「弟子として感銘を受けた噺とフレーズ」をテーマにアンケート調査を実施した結果をベスト3方式で紹介している。

## 出演
- 案内人：福島暢啓（MBSアナウンサー）

## 放送時間
- 原則として毎月第4日曜日 5:00 - 5:30

## 放送内容
| ＃ | 放送日         | 演目                                                                 | 寄席                   | 備考                                                                |
| -- | -------------- | -------------------------------------------------------------------- | ---------------------- | ------------------------------------------------------------------- |
| 1  | 2013年10月27日 | 桂南天「阿弥陀池」                                                   | 動楽亭                 | MBSラジオ『茶屋町MBS劇場』 2017年2月18日放送分でも放送。            |
| 2  | 2013年11月24日 | 月亭方正「大安売り」                                                 | 八聖亭                 |                                                                     |
| 3  | 2013年12月22日 | 笑福亭鉄瓶「火焔太鼓」                                               | 道頓堀角座             |                                                                     |
| 4  | 2014年1月1日   | 桂吉弥「七段目」 笑福亭鶴二「ハンカチ」                              | 八聖亭                 |                                                                     |
| 5  | 2014年1月2日   | 林家染弥「読書の時間」 笑福亭三喬「仏師屋盗人」                      | 動楽亭                 |                                                                     |
| 6  | 2014年1月26日  | 月亭文都「かぜうどん」                                               | 道頓堀角座             |                                                                     |
| 7  | 2014年2月23日  | 桂米紫「厩火事」                                                     | 道頓堀角座             |                                                                     |
| 8  | 2014年3月23日  | 笑福亭たま「死神」                                                   | 天満天神繁昌亭         |                                                                     |
| 9  | 2014年4月27日  | 笑福亭由瓶「試し酒」                                                 | MBS                    |                                                                     |
| 10 | 2014年5月25日  | 桂紅雀「親子酒」                                                     | MBS                    |                                                                     |
| 11 | 2014年6月22日  | 桂三金「花筏」                                                       | 八聖亭                 |                                                                     |
| 12 | 2014年7月27日  | 笑福亭生喬「竹の水仙」                                               | 道頓堀角座             |                                                                     |
| 13 | 2014年8月24日  | 桂団朝「座長の涙」                                                   |                        |                                                                     |
| 14 | 2014年9月28日  | 桂文之助「一文笛」                                                   | 動楽亭                 |                                                                     |
| 15 | 2014年10月26日 | 林家市楼「くっしゃみ講釈」                                           |                        |                                                                     |
| 16 | 2014年11月23日 | 桂文華「打飼盗人」                                                   |                        |                                                                     |
| 17 | 2014年12月28日 | 桂小春團治「大名将棋」                                               |                        |                                                                     |
| 18 | 2015年1月2日   | 桂千朝「鴻池の犬」 笑福亭鶴二「天狗裁き」                            |                        |                                                                     |
| 19 | 2015年1月3日   | 桂坊枝「がまの油」                                                   |                        |                                                                     |
| 20 | 2015年1月25日  | 露の都「初天神」                                                     | MBS                    |                                                                     |
| 21 | 2015年2月22日  | 桂三扇「じいちゃんホスト」                                           |                        |                                                                     |
| 22 | 2015年3月15日  | 桂しん吉「鷺とり」                                                   | 道頓堀角座             |                                                                     |
| 23 | 2015年4月26日  | 桂米朝「百年目」                                                     |                        | 追悼企画として4:35から放送 桂南光と立川談春のインタビュー           |
| 24 | 2015年5月24日  | 桂咲之輔「真田小僧」                                                 |                        |                                                                     |
| 25 | 2015年6月28日  | 林家笑丸「ほうじの茶」                                               |                        |                                                                     |
| 26 | 2015年7月26日  | 桂吉の丞「がまの油」                                                 |                        |                                                                     |
| 27 | 2015年8月30日  | 森乃石松「軽業」                                                     | MBS                    |                                                                     |
| 28 | 2015年9月27日  | 桂鯛蔵「青菜」                                                       |                        |                                                                     |
| 29 | 2015年10月25日 | 林家花丸「電話の散財」                                               |                        |                                                                     |
| 30 | 2015年11月22日 | 桂三幸「狸賽」                                                       |                        |                                                                     |
| 31 | 2015年12月27日 | 桂雀太「代書」                                                       |                        |                                                                     |
| 32 | 2016年1月2日   | 笑福亭三喬「高津の富」                                               | 高津の富亭             |                                                                     |
| 33 | 2016年1月31日  | 3代目桂春團治「いかけや」                                            |                        | 追悼企画として4:33から放送                                          |
| 34 | 2016年2月28日  | 桂梅團治「野崎詣り」                                                 |                        |                                                                     |
| 35 | 2016年3月27日  | 露の団姫「八五郎坊主」                                               |                        |                                                                     |
| 36 | 2016年5月1日   | 桂文三「時うどん」                                                   |                        |                                                                     |
| 37 | 2016年5月29日  | 桂ちょうば「三十石」                                                 |                        |                                                                     |
| 38 | 2016年6月26日  | 笑福亭たま「宿屋仇」                                                 | シアターBRAVA!         |                                                                     |
| 39 | 2016年7月24日  | 笑福亭鉄瓶「茶漬幽霊」                                               | シアターBRAVA!         |                                                                     |
| 40 | 2016年8月28日  | 桂三扇「またも華々しき華燭の典」                                     | シアターBRAVA!         |                                                                     |
| 41 | 2016年9月25日  | 笑福亭呂好「近日息子」 桂雀太「遊山船」                              | シアターBRAVA!         | 4:33から放送                                                        |
| 42 | 2016年10月23日 | 桂吉の丞「ふぐ鍋」                                                   | シアターBRAVA!         |                                                                     |
| 43 | 2016年11月27日 | 桂福矢「延陽伯」                                                     | TORII HALL             |                                                                     |
| 44 | 2016年12月25日 | 桂りょうば「つる」                                                   | シアターBRAVA!         |                                                                     |
| 45 | 2017年1月1日   | 桂米輝「阿弥陀池」                                                   | シアター・ドラマシティ | 5:55 - 6:20                                                         |
| 46 | 2017年1月2日   | 3代目桂春團治「親子茶屋」 5代目桂文枝「悋気の独楽」 桂枝雀「宿替え」 |                        | （第1部）4:50 - 5:50 （第2部）6:00 - 6:30                           |
| 47 | 2017年1月3日   | 桂米朝「動物園」「抜け雀」                                           |                        | 6:00 - 6:30                                                         |
| 48 | 2017年1月29日  | 桂かい枝「堪忍袋」                                                   |                        |                                                                     |
| 49 | 2017年2月26日  | 桂三語「手水廻し」                                                   |                        |                                                                     |
| 50 | 2017年3月26日  | 6代桂文枝「背なで老いてる唐獅子牡丹」                                |                        |                                                                     |
| 51 | 2017年3月26日  | 桂花團治「豊竹屋」                                                   |                        | 4:30 - 5:00                                                         |
| 52 | 2017年4月30日  | 桂文鹿「鹿政談」                                                     |                        |                                                                     |
| 53 | 2017年5月28日  | 桂二乗「癪の合薬」                                                   |                        |                                                                     |
| 54 | 2017年6月25日  | 笑福亭喬介「七度狐」                                                 |                        |                                                                     |
| 55 | 2017年7月23日  | 笑福亭銀瓶「天災」                                                   |                        |                                                                     |
| 56 | 2017年8月27日  | 桂南光「青菜」                                                       |                        |                                                                     |
| 57 | 2017年9月24日  | 桂南天「野崎詣り」                                                   |                        |                                                                     |
| 58 | 2017年10月22日 | 桂三語「狸の賽」 桂佐ん吉「桃太郎」                                  |                        |                                                                     |
| 59 | 2017年11月26日 | 月亭八光「幽霊の辻」                                                 |                        |                                                                     |
| 60 | 2017年12月24日 | 林家染雀「掛け取り」                                                 |                        |                                                                     |
| 61 | 2018年1月1日   | 笑福亭鉄瓶「明石飛脚」                                               |                        |                                                                     |
| 62 | 2018年1月2日   | 3代目桂春團治「お玉牛」 桂米朝「佐々木裁き」                         |                        |                                                                     |
| 63 | 2018年1月3日   | 桂吉朝「蛸芝居」 桂枝雀「替わり目」                                  |                        |                                                                     |
| 64 | 2018年1月28日  | 桂福丸「道具屋」                                                     |                        |                                                                     |
| 65 | 2018年2月25日  | 笑福亭べ瓶「おごろもち盗人」                                         |                        |                                                                     |
| 66 | 2018年3月25日  | 桂米紫「秘伝書」 林家菊丸「湯屋番」                                  | なんばグランド花月     | 『らくごのお時間SP ～落語バラエティーin NGK～』より。 26:25 - 27:25 |
| 67 | 2018年4月29日  | 4代目桂春團治「親子茶屋」                                            | 道頓堀角座             | 4:49 - 5:30                                                         |
| 68 | 2018年5月27日  | 笑福亭松喬「崇徳院」                                                 | 道頓堀角座             | 4:43 - 5:30                                                         |

## スタッフ
- ナレーション/習字&イラスト：福島暢啓（MBSアナウンサー）
- TM：竹本友亮
- TD/SW：永間淳也
- CAM：高瀬勝広
- MIX：中西進二（以前は音声）
- LD：大杉貴則
- MA：新田陽子
- 効果：岡嶋英希
- EED：露口三郎
- 美術：大石真諭
- 美術進行：荒井春佳
- タイトル：山田富子
- HP：塩濱誠彦
- 協力会社：えむき、関西東通、サウンドエースプロダクション、アーチェリープロダクション、ビデオユニテ、放送映画、音選屋、ステッププラン、エイティー・コーポレーション
- 協力：演者の所属事務所（松竹芸能、米朝事務所、よしもとクリエイティブ・エージェンシー→吉本興業[4]ほか）
- ディレクター：宮本有希子
- プロデューサー：松原謙介（以前はディレクター）
- チーフプロデューサー：新堂裕彦（以前はプロデューサー）
- 制作：MBS落語プロジェクト（浜田尊弘、山川徳久、渥美昌泰、田渕伸一、新堂裕彦、長富剛、松原謙介、藤原大輔、平岡大希）
- 製作著作：MBS

### 過去のスタッフ
- TM：永松良仁
- TD/CAM：喜多良平
- LD：中村茂行
- 効果：前田典哉
- EED：野畑智樹、北野賢
- MA：古川靖久
- 美術：中西勇二
- タイトル：宮本由紀子、森下枝里子
- 協力会社：アスカプロダクション
- アシスタントディレクター：平岡大希
- プロデューサー：渥美昌泰